# Vlag van Heerhugowaard

Vlag van de gemeente Heerhugowaard
(1953-2022)

De vlag van Heerhugowaard was van 16 november 1953 tot de opheffing van de gemeente op 31 december 2021 de gemeentelijke vlag van de Noord-Hollandse gemeente Heerhugowaard. De vlag bestond uit drie horizontale banen van gelijke hoogte in de kleuren geel-wit-blauw.
De kleuren van de vlag waren ontleend aan het wapen van de gemeente.
Tot aan de instelling van deze vlag gebruikte de gemeente een defileervlag uit 1938 als gemeentevlag.
Op 1 januari 2022 is de gemeente Heerhugowaard opgegaan in de gemeente Dijk en Waard, waarmee de vlag als gemeentevlag kwam te vervallen. 

## Verwante afbeelding

Het wapen van Heerhugowaard

Akersloot
· Andijk
· Anna Paulowna 
· Assendelft 
· Beemster 
· Bennebroek 
· Blokker 
· Broek in Waterland 
· Bussum 
· Callantsoog 
· Edam 
· Egmond 
· Egmond aan Zee 
· Egmond-Binnen 
· Graft-De Rijp 
· 's-Graveland 
· Haarlemmerliede en Spaarnwoude 
· Harenkarspel 
· Heerhugowaard 
· Hensbroek 
· Hoogwoud 
· Ilpendam 
· Jisp 
· Krommenie 
· Langedijk 
· Limmen 
· Marken 
· Midwoud 
· Monnickendam 
· Muiden 
· Naarden 
· Nederhorst den Berg 
· Nibbixwoud 
· Niedorp 
· Noorder-Koggenland 
· Obdam 
· Opperdoes 
· Schermer 
· Schermerhorn 
· Schoorl 
· Sint Maarten 
· Terschelling 
· Terschelling en Vlieland 
· Twisk 
· Venhuizen 
· Vlieland 
· Warmenhuizen
· Weesp
· Wervershoof 
· Wester-Koggenland 
· Westwoud 
· Westzaan 
· Wieringen 
· Wieringermeer 
· Wijdewormer 
· Wognum 
· Wormer 
· Wormerveer 
· Zaandam 
· Zaandijk 
· Zeevang 
· Zijpe